# Wetenschappelijke uitgeverij
Een wetenschappelijke uitgeverij is een uitgeverij die zich specialiseert in het uitgeven van wetenschappelijke literatuur. Hieronder vallen universiteitsuitgeverijen zoals de Oxford University Press, maar ook kleine tot zeer grote commerciële uitgeverijen, zoals:
- Academic and Scientific Publishers (ASP/VUBPRESS/UPA)
- Brill
- Peeters (uitgeverij)
- Springer Science+Business Media
- IOS Press
- Elsevier
- John Wiley & Sons
- Peter Lang
- Palgrave Macmillan

Wetenschappelijke uitgeverijen publiceren wetenschappelijke tijdschriften met door vakgenoten beoordeelde artikelen en (al of niet aan peerreviews onderworpen) wetenschappelijke boeken. De oplagen van deze boeken zijn soms erg klein, vooral als het een klein vakgebied betreft. Om zulke uitgaven mogelijk te maken nemen auteurs vaak genoegen met geen of zeer weinig royalty's. Het publiceren van een boek beschouwen zij als een onderdeel van het werk waarvoor ze, bijvoorbeeld als docent of hoogleraar aan een universiteit, een salaris ontvangen. Verder worden boeken vaak door de auteurs zelf gezet (meestal volgens een door de uitgever geleverd ontwerp) en geïllustreerd. Kleine oplagen kunnen ook leiden tot hoge prijzen, vooral bij omvangrijke werken. De primaire markt van dergelijke uitgevers bestaat dan ook niet uit particulieren, maar uit universiteitsbibliotheken en andere wetenschappelijke instellingen.